# Sinoxylon bufo
Sinoxylon bufo är en skalbaggsart som beskrevs av Pierre Lesne 1906. Sinoxylon bufo ingår i släktet Sinoxylon och familjen kapuschongbaggar. Inga underarter finns listade i Catalogue of Life.